# 風も空もきっと…
「風も空もきっと…」（かぜもそらもきっと）は、日本の女性歌手、観月ありさの11枚目のシングル。

## 解説
- テレビ朝日系アニメ『美少女戦士セーラームーン セーラースターズ』エンディング・テーマで、観月ありさ初のアニメソング。
- 順位は前作より上がったが、売上枚数は下回った。
- 本編の1話から6話までは小西貴雄によって編曲されたバージョンがエンディングに起用されていたが、そのバージョンは2025年現在パッケージ化されていない。シングルリリースされたバージョンである7話から使用されたバージョンは大槻啓之によって編曲されたもので、曲調がだいぶ異なる。
- 2014年に川本真琴によりカバーされている（『美少女戦士セーラームーン THE 20TH ANNIVERSARY MEMORIAL TRIBUTE』に収録）。

## 収録曲
1. 風も空もきっと…
作詞・作曲：上田知華　編曲：大槻啓之
2. 風も空もきっと…（オリジナル・カラオケ）

## 収録アルバム
- FIORE II Alisa Mizuki Best Song Collection
- HISTORY～ALISA MIZUKI COMPLETE SINGLE COLLECTION～
- VINGT-CINQ ANS